# Word
Word (poznat i kao wordij, ufimij) je faza guadalupske epohe permskog razdoblja. Pokriva vrijeme od oko prije 268 ± 0,8 Ma i 265,8 ± 0,7 Ma (milijuna godina).

## Poveznice
- Geološka razdoblja